# Morille
Morille – gmina w Hiszpanii, w prowincji Salamanka, w Kastylii i León, o powierzchni 22,94 km². W 2011 roku gmina liczyła 263 mieszkańców.